# Toronto Aeros
Die Toronto Aeros waren ein kanadisches Fraueneishockeyteam aus Toronto, Ontario, und spielten unter verschiedenen Namen zwischen 1992 und 1998 in der Central Ontario Women’s Hockey League und zwischen 1998 und 2007 in der National Women’s Hockey League. Die Aeros wurden Ende der 1970er Jahre als Amateurteam gegründet und entwickelten sich im Laufe der Jahre zu einem der erfolgreichsten Frauenclubs in Kanada. Nach der Auflösung der NWHL im Jahr 2007 gehörten die Aeros als Mississauga Chiefs zu den Gründungsmitgliedern der Canadian Women’s Hockey League und spielten in dieser bis zu ihrer Auflösung im Jahr 2011.
In ihrer Geschichte beendeten die Aeros die Regular Season viele Male als punktbestes Team. Zudem gewannen die Aeros fünfmal die NWHL-Meisterschaft sowie viermal die kanadische Amateurmeisterschaft, die Esso Women’s Nationals.

## Geschichte
Die Aeros wurden in den 1970er Jahren als Amateurteam für Fraueneishockey in Toronto gegründet. Zwischen 1989 und 1994 gewann die Aeros sechs Mal in Folge die Regionalmeisterschaft der Provinz Ontario sowie die Esso Women’s Nationals 1991 und 1993. 1992 wurden die Aeros zudem in die regionale Meisterschaft, die Central Ontario Women’s Hockey League aufgenommen und gewann deren Meisterschaft zumindest in den Jahren 1993, 1994, 1996, 1997 und 1998. 
Im Jahr 1993 gründete der langjährige Cheftrainer Ken Dufton mit den Junior Aeros eine Nachwuchsmannschaft für das Frauenteam, die mehrfach regionale Junioren-Meistertitel erringen konnten.
Mit der Umwandlung der COWHL in die National Women’s Hockey League im Februar 1999 begann eine der erfolgreichsten Zeiten der Aeros, da diese bis 2007 viermal die Meisterschaft dieser neuen Liga gewinnen konnten. In dieser Zeit spielten sie aufgrund des Sponsorings durch den Nahrungsmittelhersteller Beatrice  unter dem Namen Beatrice Aeros. Zudem erreichten die Aeros in dieser Zeit drei weitere nationale Meistertitel bei den Esso Women’s Nationals (2000, 2004 und 2005).
Nach der Saison 2006/07 stellte die NWHL den Spielbetrieb ein und wurde durch die neu gegründete Canadian Women’s Hockey League ersetzt. Die zuletzt als Mississauga Aeros spielende Mannschaft fusionierten mit den Oakville Ice, die zu Beginn ihrer Geschichte bereits Mississauga Chiefs hießen, zu den Mississauga Chiefs  und erreichten zweimal (2008 und 2009) das Play-off-Finale um den Clarkson Cup. 2010 kehrte das Team zum Namen Toronto Aeros zurück, während die Jugend-Mannschaften weiter als Chiefs spielten.
Nach der Saison 2010/11 stellten die Mississauga Chiefs den Spielbetrieb ein. Viele Spielerinnen der Chiefs wechselten zum neu gegründeten Franchise der Toronto Furies.

## Erfolge
NWHL
- Divisions-Titel: 1999, 2000, 2001, 2002, 2003, 2004
- Championship: 2000, 2001, 2002, 2005

Esso Women’s Nationals
- Kanadischer Amateurmeister: 1991, 1993, 2000, 2004, 2005, 2008

## Bekannte ehemalige Spielerinnen
- Gillian Apps
- Kelly Béchard
- Tessa Bonhomme

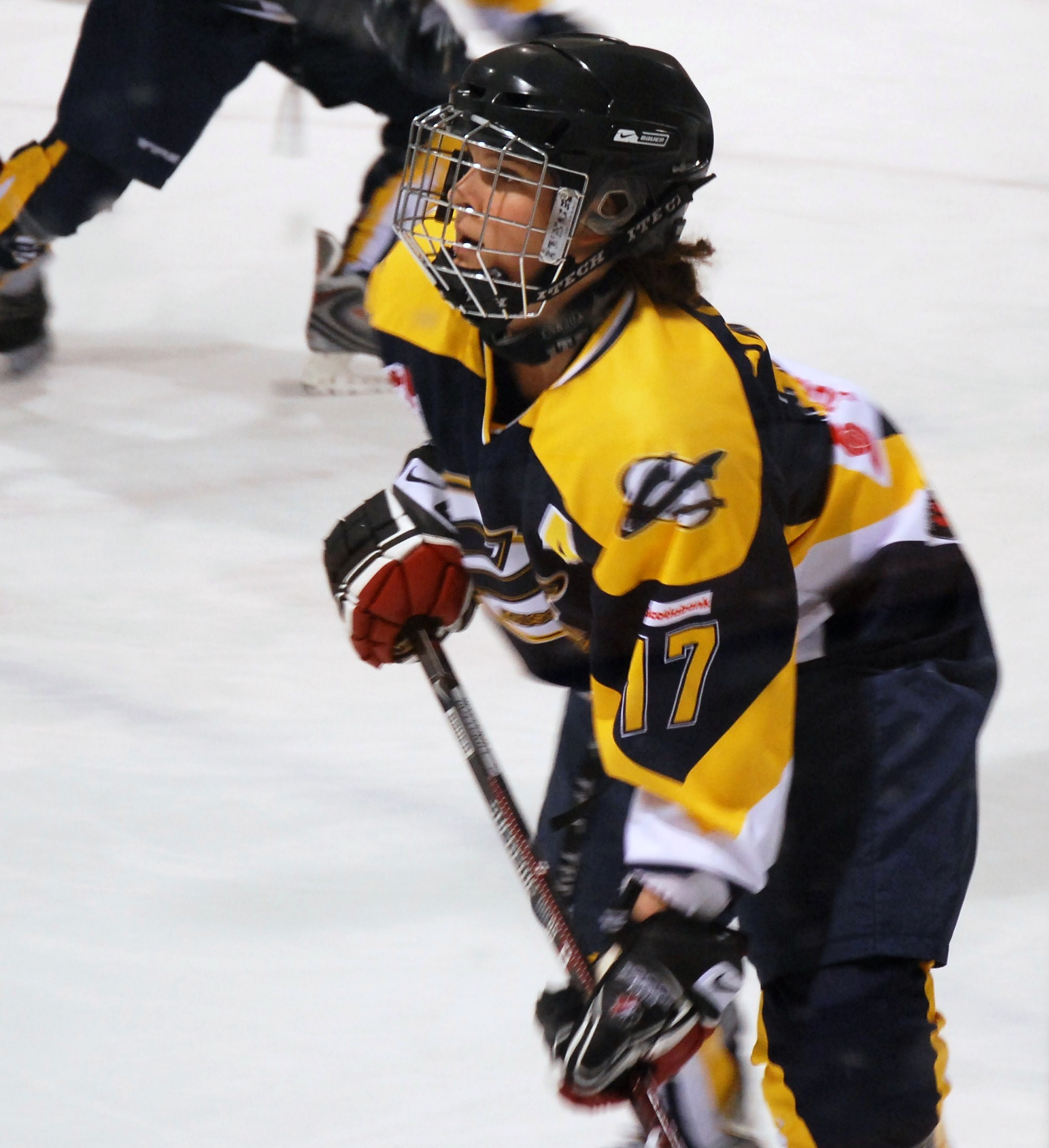
Jennifer Botterill
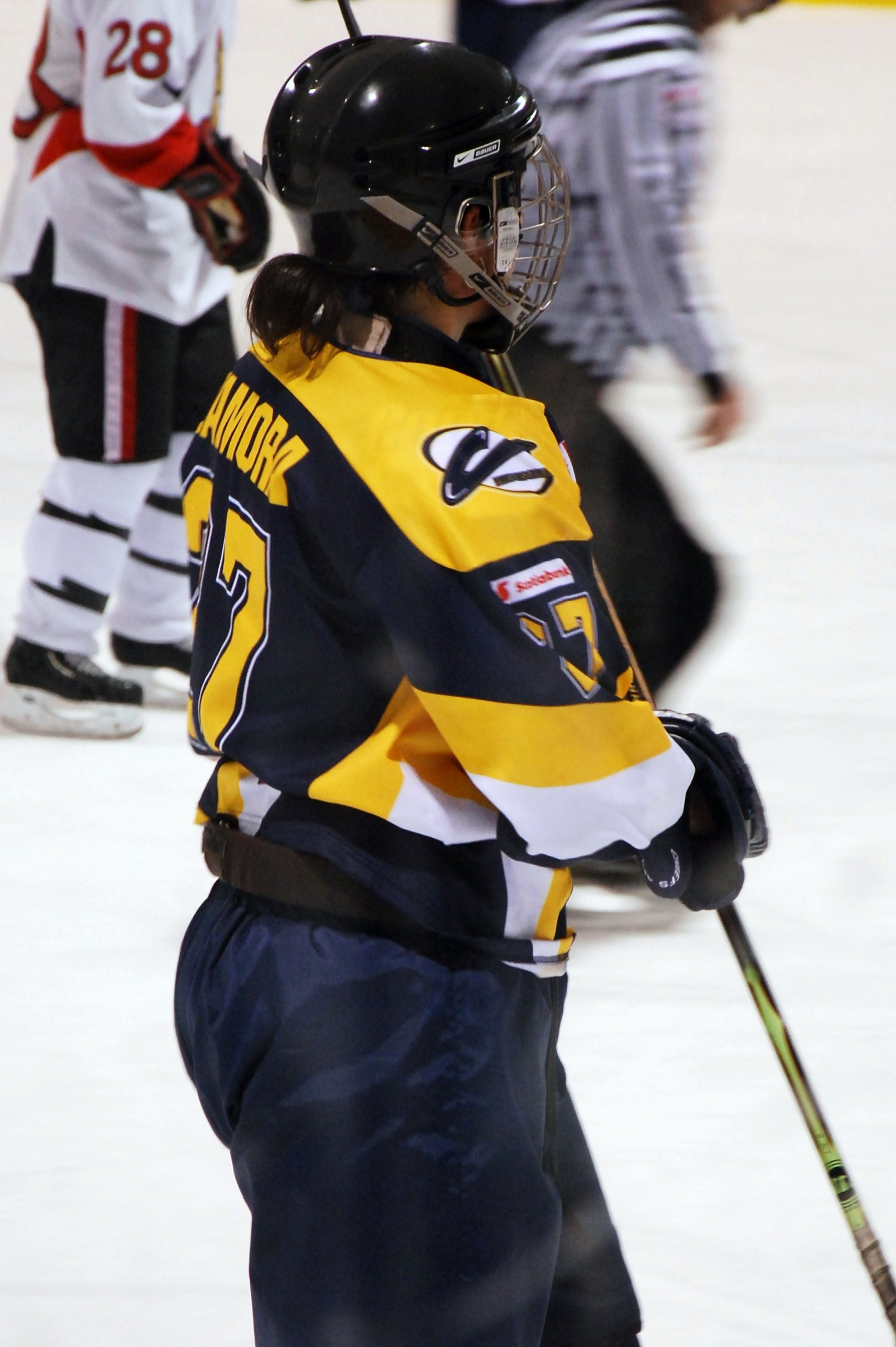
Kristy Zamora

- Cassie Campbell
- Nicole Corriero
- Gillian Ferrari
- Kendra Fisher
- Carly Haggard
- Geraldine Heaney
- Haley Irwin
- Angela James
- Brianne Jenner
- Becky Kellar
- Sari Krooks
- Cherie Piper
- Cheryl Pounder
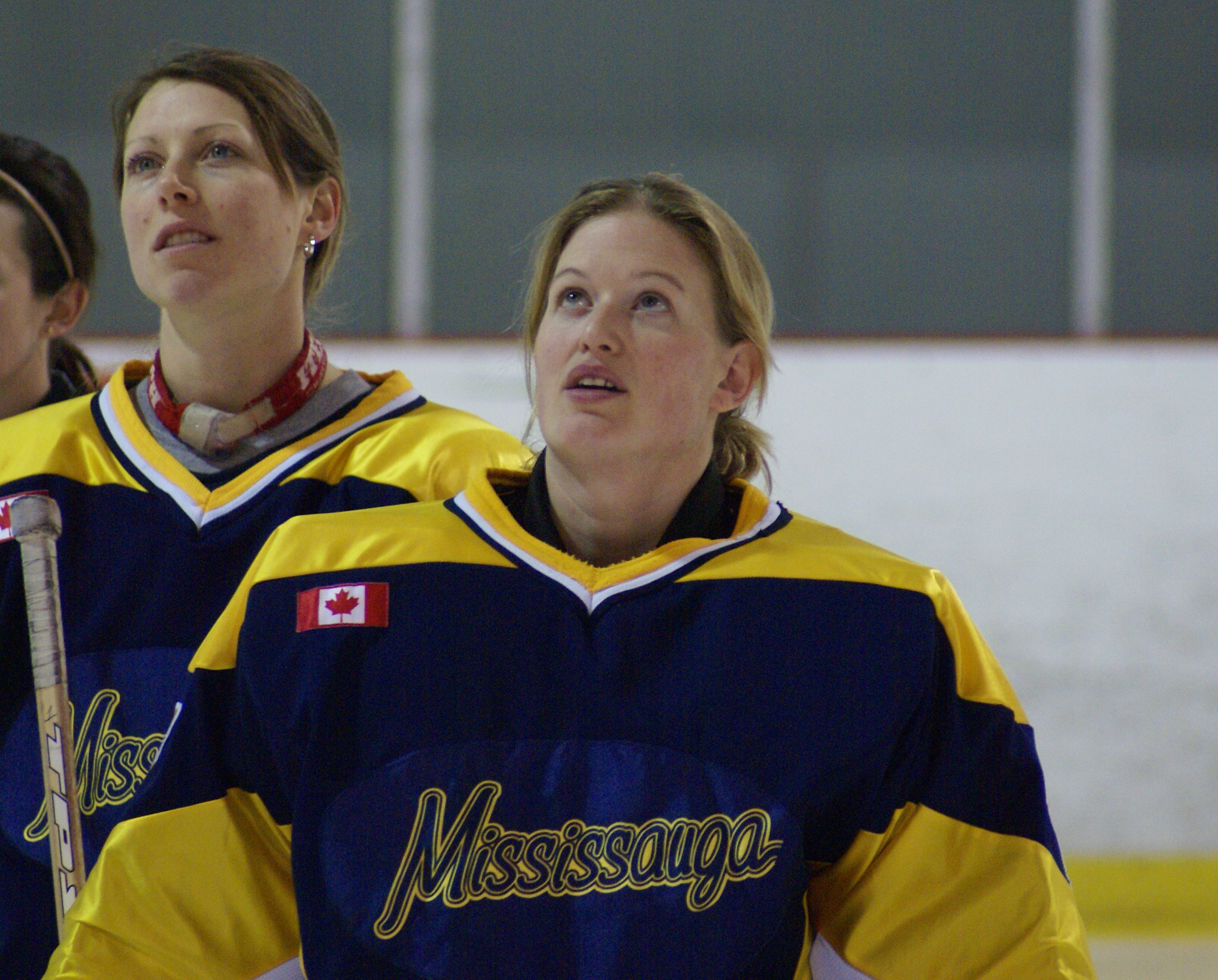
Sami Jo Small
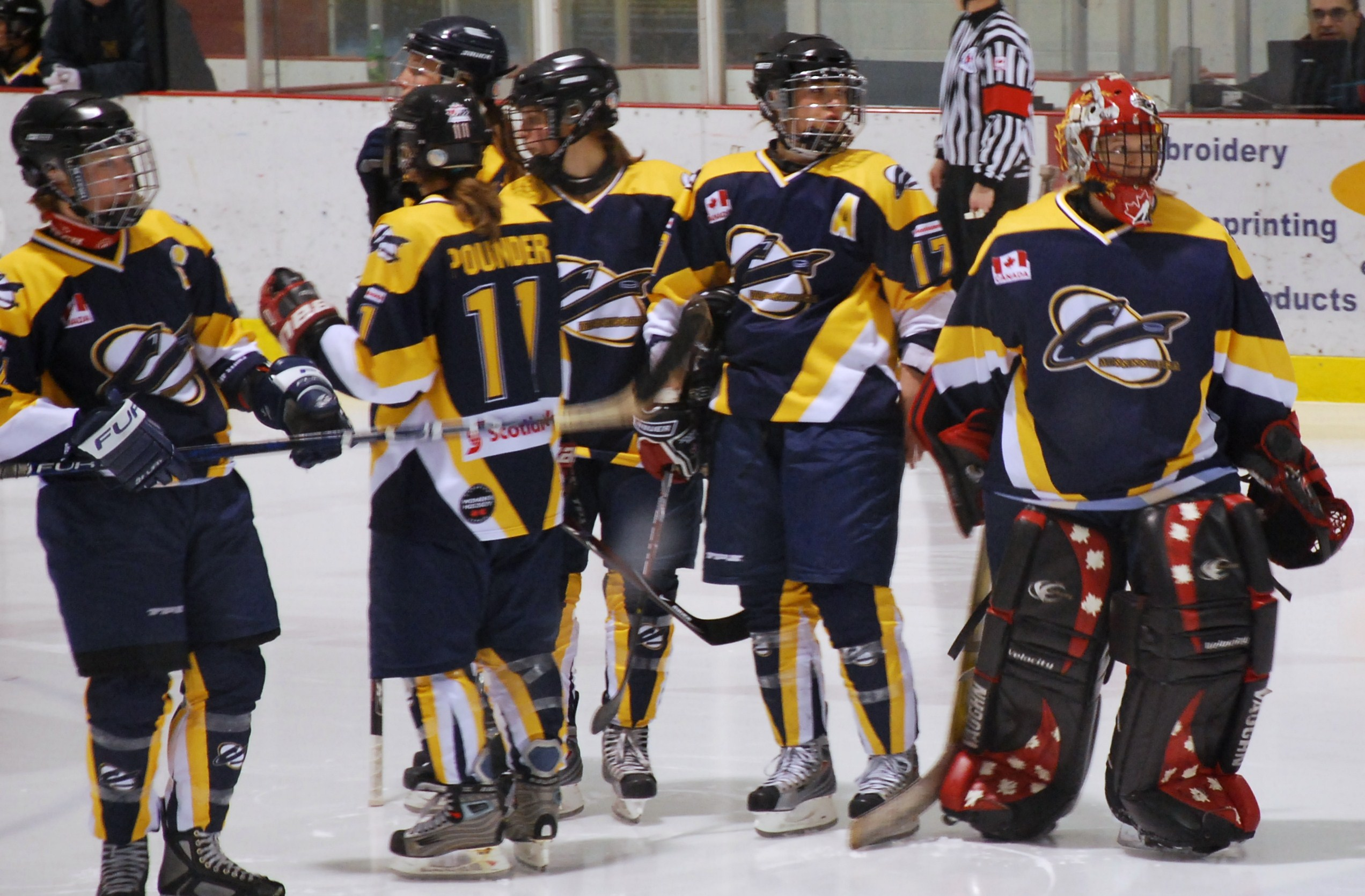
Spielerinnen der Chiefs (2009)
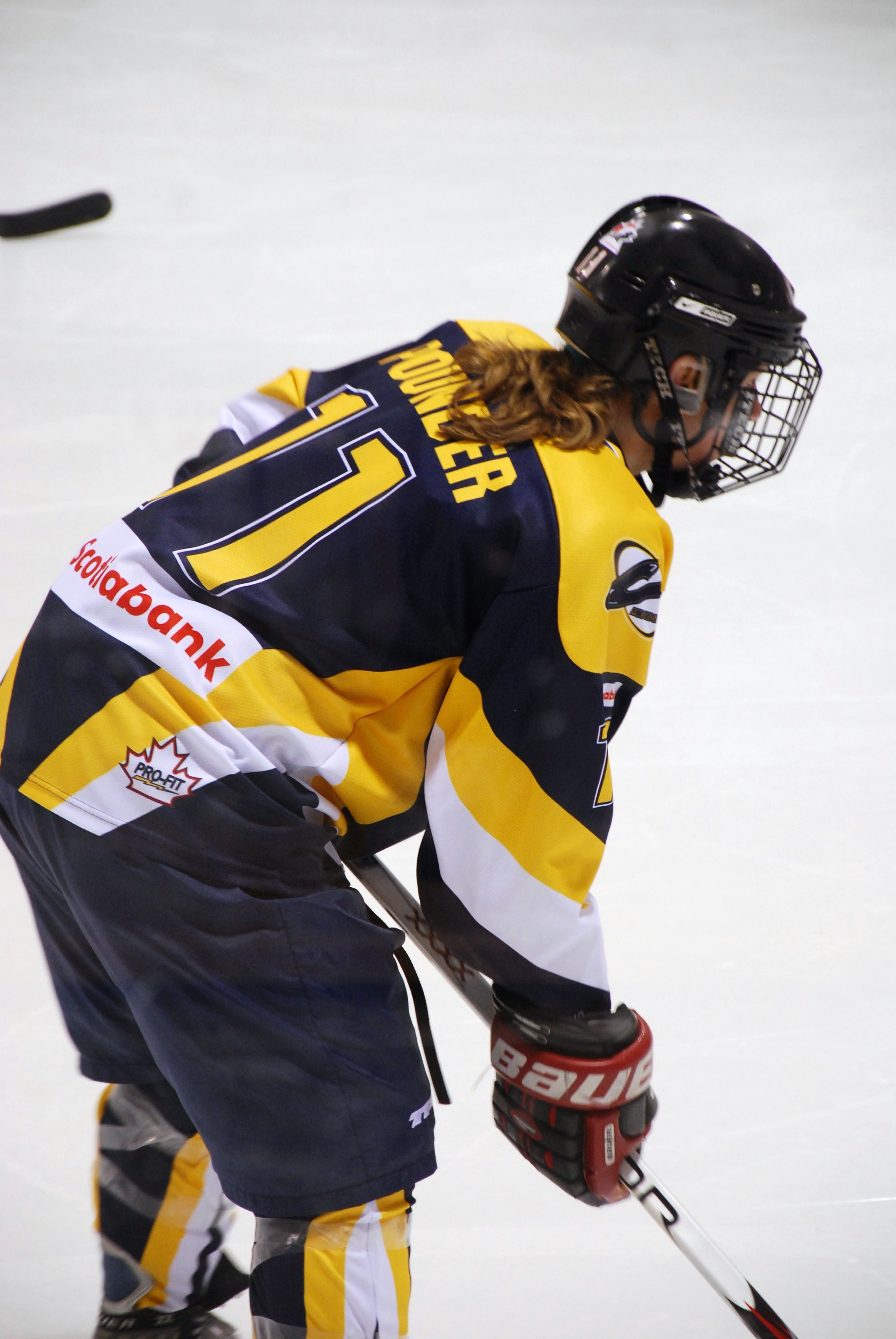
Cheryl Pounder
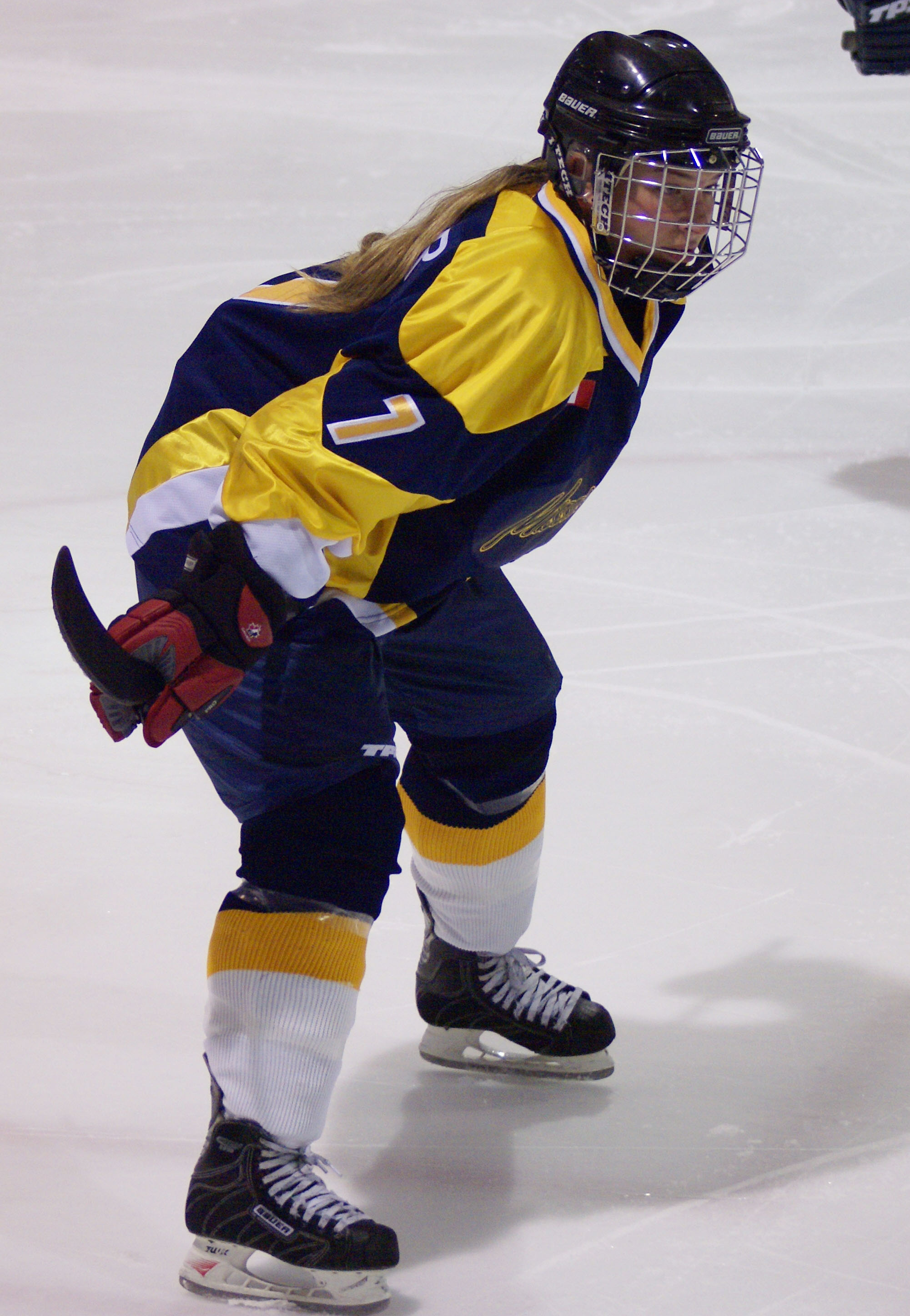
Cherie Piper

- Natalie Spooner
- Sommer West

- Jennifer Botterill
- Kristy Zamora
- Sami Jo Small
- Spielerinnen der Chiefs (2009)
- Cheryl Pounder
- Cherie Piper